# Laoitas
Laoitas (altgriechisch Λαοιτάς Laoitás), in der weiblichen Form Laoitis (Λαοιτίς Laoitís), ist eine Epiklese der griechische Gottheiten Zeus, Poseidon, Hera und Athene, mit der diese im Zeusheiligtum in Olympia verehrt wurden.
Die Bedeutung des Namens lässt sich nicht eindeutig klären, in der Regel wird er mit „Beschützer des Volkes“ (von λαός laós, deutsch ‚Volk‘) übersetzt.
Bekannt ist die Epiklese durch den Bericht des Pausanias über Olympia, in dem er nach der Beschreibung des Hauptaltars weitere Altäre chronologisch nach der im Lauf des Jahres durchgeführten Opferungen aufzählt. Nach Opfern für Hestia und Zeus Olympios folgen an dritter Stelle Opfer für Zeus Laoitas und Poseidon Laoitas, die auf einem Doppelaltar durchgeführt werden. Da die Textstelle nur korrupt überliefert ist, wurde durch Ergänzungen die Erwähnung eines weiteren Doppelaltars der Hera Laoitis und der Athena Laoitis erschlossen. Ohne Nennung von Beinamen werden die Altäre in einem bei Herodoros von Herakleia überlieferten Scholion zu Pindars Olympien unter den sechs Doppelaltären genannt, die von Herakles anlässlich der Stiftung des Heiligtums eingerichtet worden sein sollen, und damit zu den ältesten Altären Olympias gezählt wurden.